# BMW N40
| N40                            | N40                          |
| ------------------------------ | ---------------------------- |
|                                |                              |
| Виробник:                      | BMW                          |
| Марка:                         | N40                          |
| Тип:                           | Чотирициліндровий двигун     |
| Робочий об'єм:                 | - 1,6 л - (1,596 куб.см) см3 |
| Максимальна потужність:        | 85 кВт (114 к.с.) кВт        |
| Максимальний обертовий момент: | 150 Н⋅м Н·м                  |
| Циліндрів:                     | 4                            |
| Клапанів:                      | 16                           |
| Хід поршня:                    | - 72 мм (2,83 дюйма) мм      |
| Діаметр циліндра:              | - 84 мм (3,31 дюйма) мм      |
| Охолодження:                   | рідинне охолодження          |
| Газорозподільний механізм:     | DOHC з VVT                   |
| Матеріал блоку циліндрів:      | Алюміній                     |
| Матеріал ГБЦ:                  | Алюміній                     |
| Тактність (число тактів):      | 4                            |
| Червона зона:                  | 6500 об/хв об/хв             |
| Рекомендоване паливо:          | Бензин                       |

BMW N40 — рядний чотирициліндровий атмосферний бензиновий двигун з DOHC, який замінив 1,6-літрові версії BMW M43. Випускався з 2001 по 2004 рік і продавався лише в кількох країнах, де податки були сприятливі для автомобілів з двигунами меншого об’єму. На зміну N40 прийшов BMW N45.

## Конструктивність
N40 базується на двигуні BMW N42 і використовує той самий картер, поршні та діаметр циліндра 84 мм. Червона зона становить 6500 об/хв.
На відміну від N42, N40 не має Valvetronic (змінний підйом клапана). Інша істотна відмінність полягає в зменшенні ходу на 9 мм  до 72,0 мм, що призводить до меншого об’єму, ніж у N42.

## Характеристики
| Версія | Об'єм                | Потужність                             | Крутний момент                      | Роки      |
| ------ | -------------------- | -------------------------------------- | ----------------------------------- | --------- |
| N40B16 | 1 596 см3 (97 дюйм3) | 85 кВт (114 гальм. к. с.) at 6,100 rpm | 150 Н⋅м (111 фунт⋅фут) at 4,300 rpm | 2001–2004 |

## Застосування
- 2001-2005 E46 316i/316ci/316ti (тільки на деяких ринках)